# Euptychia cuculixta
Euptychia cuculixta är en fjärilsart som beskrevs av Otto Staudinger. Euptychia cuculixta ingår i släktet Euptychia och familjen praktfjärilar. Inga underarter finns listade i Catalogue of Life.